# Аугусто Фернандес
Аугусто Фернандес (ісп. Augusto Fernández, нар. 10 квітня 1986, Пергаміно) — аргентинський футболіст, правий півзахисник клубу «Атлетіко» (Мадрид).
Виступав, зокрема, за клуби «Рівер Плейт», «Велес Сарсфілд» та «Сельту», а також національну збірну Аргентини.

## Клубна кар'єра
У дорослому футболі дебютував 2006 року виступами за команду клубу «Рівер Плейт», в якій провів три сезони, взявши участь у 80 матчах чемпіонату. Більшість часу, проведеного у складі «Рівер Плейта», був основним гравцем команди.
Протягом 2009-2010 грав у складі французького «Сент-Етьєна».
Привернув увагу представників тренерського штабу клубу «Велес Сарсфілд», до складу якого приєднався 2010 року. Відіграв за команду з Буенос-Айреса наступні два сезони своєї ігрової кар'єри. Граючи у складі «Велес Сарсфілда» також здебільшого виходив на поле в основному складі команди.
До складу іспанської «Сельти» приєднався 2012 року. Відтоді встиг відіграти за клуб з Віго 53 матчі в національному чемпіонаті.

## Виступи за збірну
2011 року дебютував в офіційних матчах у складі національної збірної Аргентини. Наразі провів у формі головної команди країни 7 матчів, забивши 1 гол.

## Титули і досягнення
- Чемпіон Аргентини (1):

«Рівер Плейт»:  2008
- Віце-чемпіон світу: 2014
- Срібний призер Кубка Америки: 2016